# Butaritari
Butaritari ist ein Atoll im Pazifischen Ozean, das geographisch zu den Gilbertinseln und politisch zum Staat Kiribati gehört. Sieben Kilometer nordöstlich liegt Makin, das nächstgelegene Atoll.

## Geographie

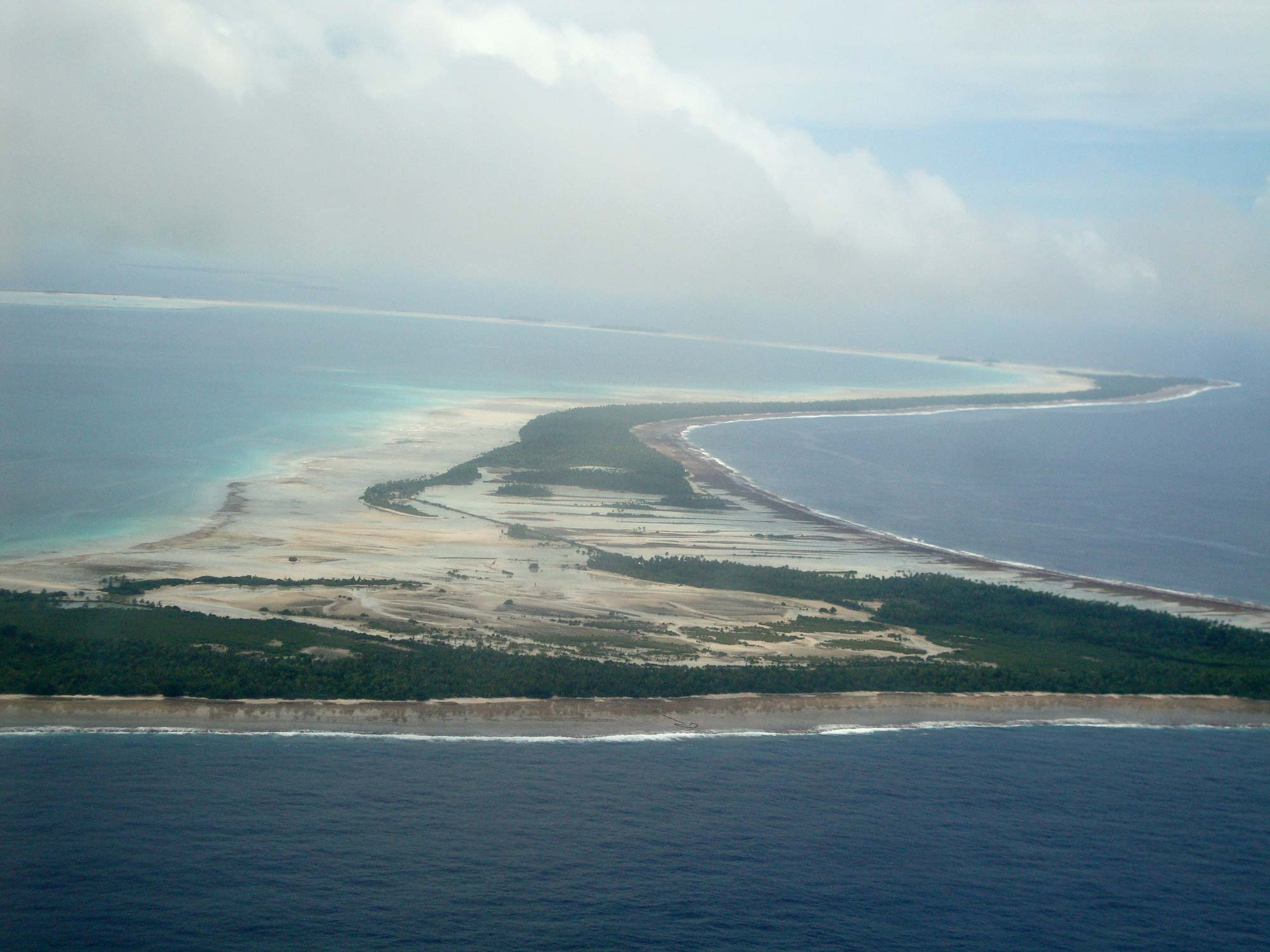
Luftbild von Butaritari

Das komplette Butaritari-Atoll wurde im Zweiten Weltkrieg während des Pazifikkriegs von der amerikanischen Militärführung als „Makin-Atoll“ bezeichnet. Zur Unterscheidung wurde die benachbarte Inselgruppe Makin damals „Makin Meang“ oder „Little Makin“ genannt.
Butaritari hat eine Landfläche von 13,49 km². Die Lagune misst 295,77 km². Von Ost nach West erstreckt sich das Atoll über 30 km, von Nord nach Süd rund 15 km.

### Butaritari Island
Die namengebende Hauptinsel liegt am südlichen Riffsaum des Atolls. Sie verläuft von Flink Point (⊙, Tabononibi/Taboshonnobi Point) an ihrem Nordwestende zunächst nach Süden bis Ukiangang Point (⊙). Dort liegt auch der gleichnamige Ort. Gleichzeitig zieht sich der Hauptarm des Riffs jedoch nach Nordosten, so dass dieses Ende der Insel eine dreieckige Grundfläche bildet. Der Ort Tabonuea (⊙) liegt dann ungefähr in der Mitte der langgezogenen Insel mit dem Butaritari Airfield. Von dort zieht die Riffkrone ziemlich gerade nach Osten zum Ende bei Tabukintetau (⊙) beim Tanimainiku Village. Dieses Ende der Insel ist stark von seichten Buchten gegliedert. Der Keueva Causeway (⊙) verbindet die Insel mit der offenbar unbenannten Nachbarinsel im Nordosten und deren Ortschaften Keuea und Kuma.

## Bevölkerung
Nach der Volkszählung von 2020 leben auf Butaritari 3250 Menschen, das sind 2,7 % der kiribatischen Bevölkerung.

### Bevölkerungsstatistik
| Zensus                                | 1978 | 2005 | 2010   | 2015   | 2020   |
| ------------------------------------- | ---- | ---- | ------ | ------ | ------ |
| Kuma/Kuuma                            | 401  | 635  | 323 ▼  | 290 ▼  | 310 ▲  |
| Keuea                                 | 188  | 221  | 258 ▲  | 202 ▼  | 159 ▼  |
| Tanimainiku                           | 219  | 229  | 248 ▲  | 216 ▼  | 219 ▲  |
| Tanimaiaki                            | 284  | 250  | 267 ▲  | 329 ▲  | 384 ▲  |
| Tabonuea                              | 204  | 244  | 271 ▲  | 253 ▼  | 235 ▼  |
| Butaritari                            | 1233 | –    | –      | –      | –      |
| Antekana                              | –    | 161  | 217 ▲  | 189 ▼  | 186 ▼  |
| Taubukinmeang                         | –    | 266  | 835 ▲  | 235 ▼  | 189 ▼  |
| Temanokunuea/Temwanokunuea (Hauptort) | –    | 386  | 621 ▲  | 396 ▼  | 443 ▲  |
| Onomaru                               | –    | 347  | 366 ▲  | 280 ▼  | 243 ▼  |
| Ukiangang                             | 503  | 338  | 707 ▲  | 579 ▼  | 654 ▲  |
| Bikati/Bikaati                        | 117  | 203  | 225 ▲  | 255 ▲  | 228 ▼  |
| Tikurere                              | –    | –    | 8 ▲    | – ▼    | –      |
| Gesamt                                | 3149 | 3280 | 4346 ▲ | 3224 ▼ | 3250 ▲ |

### Bevölkerungsentwicklung
| Zensus | 1931 | 1947 | 1963 | 1968 | 1973 | 1978 | 1985 | 1990 | 1995 | 2000 | 2005 | 2010 | 2015 | 2020 |
| ------ | ---- | ---- | ---- | ---- | ---- | ---- | ---- | ---- | ---- | ---- | ---- | ---- | ---- | ---- |
| Gesamt | 1673 | 1824 | 2611 | 2714 | 2971 | 3149 | 3622 | 3774 | 3909 | 3464 | 3280 | 4346 | 3224 | 3250 |

## Geschichte

### Entdeckungsgeschichte
Butaritari wurde zuerst 1606 von dem portugiesischen Entdecker Pedro Fernández de Quirós gesichtet, bevor 1788 die Kapitäne John Marshall auf der Scarborough und Kapitän Thomas Gilbert auf der Charlotte die nördlichen Gilbertinseln berührten.

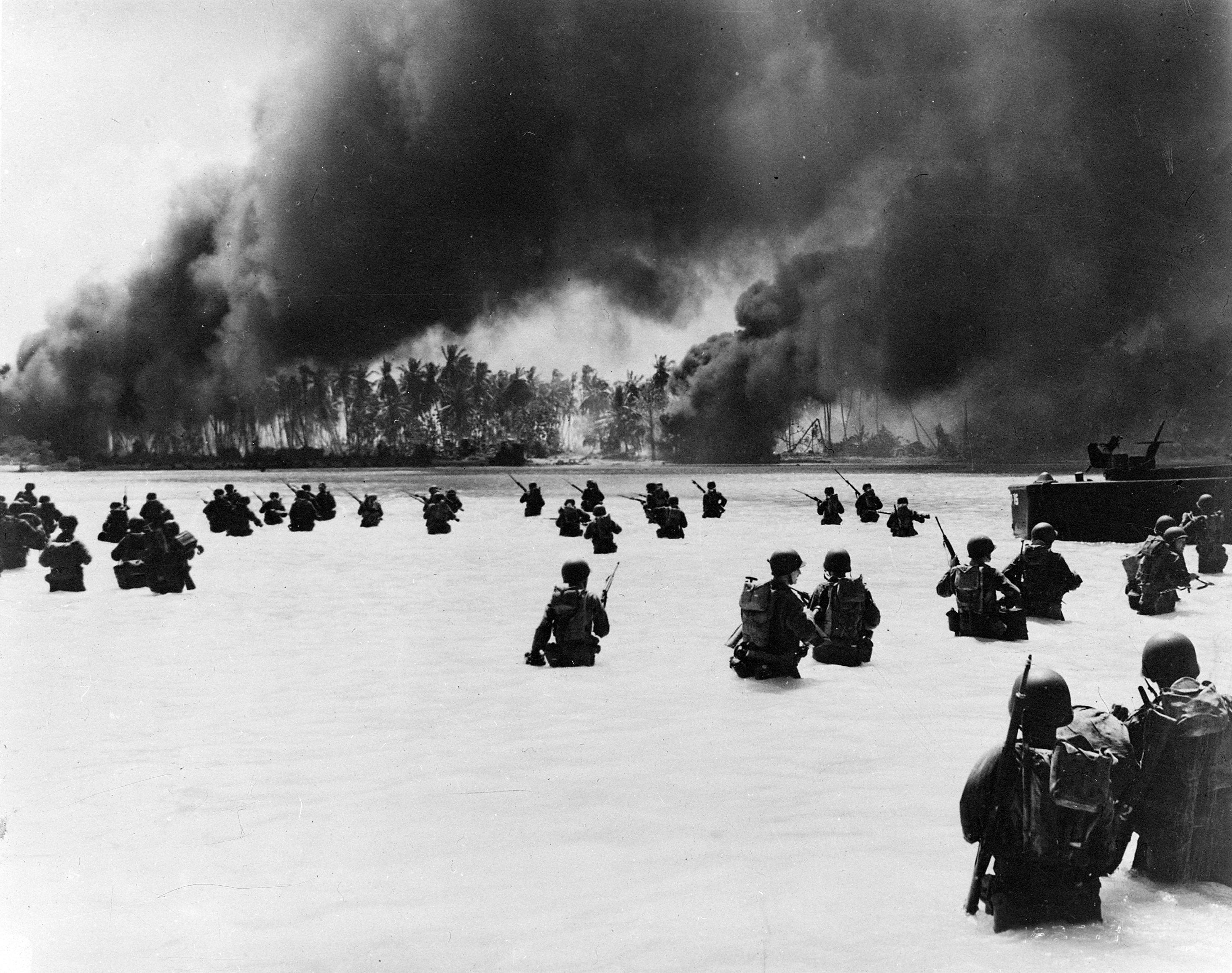
Landung am Strandabschnitt „Gelb 2“, November 1943

### Pazifikkrieg
Im Pazifikkrieg wurde das Atoll sofort nach Kriegsbeginn am 10. Dezember 1941 von japanischen Truppen besetzt, die versuchten, die Bevölkerung von der britischen Kolonialmacht zu „befreien“ und eine Selbstverwaltung der Einwohner unter japanischer Herrschaft einzurichten, was allerdings auf starke Ablehnung stieß. Das Atoll sollte sodann eines der Primärziele des amerikanischen Vorstoßes 1942 in den Zentralpazifik werden. Die Marine Raiders, eine Eliteeinheit des US Marine Corps, nahmen das Atoll mit 220 Mann am 17. August 1942 ein. Von den 70 stationierten Japanern fiel die Hälfte. Da die US-Truppen aber gleich am folgenden Tag wieder abzogen, gelang es den Japanern, im Laufe des Jahres 1943 die kompletten Gilbertinseln wieder zu besetzen und auf Makin eine Basis für Wasserflugzeuge aufzubauen. Vom 20. bis zum 24. November 1943 landeten Teile der 27. US-Infanteriedivision in der Schlacht um Makin, die Teil der Operation Galvanic war, auf Makin und besiegten die Japaner dort. Im Februar 1944 wurde das Atoll als Ausgangspunkt zusammen mit den Luftwaffenstützpunkten auf Abemama und Tarawa für die Angriffe auf die Marshallinseln genutzt.

## Neuzeit
Die lokalen Belange werden durch einen Inselrat geregelt (Butaritari Island Council), mit Sitz im Hauptort Temanokunuea.
Butaritari entsendet zwei Parlamentsmitglieder in das Parlament Maneaba ni Maungatabu in South Tarawa, für das 10. Parlament 2011–2015 wurden Alexander Teabo und Tinian Reiher gewählt.

## Kultur
Die I-Butaritari und die I-Makin sprechen einen Dialekt des Kiribatischen, der sich in der härteren Aussprache (z. B. Pu-täri-täri für Butaritari) und anderer Wortbedeutungen von denen in den zentralen und südlichen Gilbertinseln unterscheidet.

## Verkehr
Butaritari ist aus der Luft über den Butaritari Atoll Airport zu erreichen und wird von der staatlichen Fluglinie Air Kiribati angeflogen. Die Flugzeit beträgt etwa 30 Minuten.
Über den kiribatischen Haupthafen in Betio auf South Tarawa besteht ein Schiffsverkehr, da durch die tiefe Lagune auch größere Schiffe in Butaritari festmachen können.